# Gabriela Guimarães
Gabriela Braga Guimarães, nota anche con lo pseudonimo di Gabi (Belo Horizonte, 19 maggio 1994), è una pallavolista brasiliana, schiacciatrice dell'Imoco.

## Carriera

### Club
La carriera professionistica di Gabriela Guimarães inizia nella stagione 2009-10, quando debutta in Superliga col Mackenzie, club dove aveva mosso i primi passi a livello giovanile e con cui in un triennio conquista un Campionato Mineiro. Nell'annata 2012-13 viene ingaggiata dal Rio de Janeiro, dove milita per sei annate, vincendo cinque volte il Campionato Carioca, cinque scudetti, tre Coppe del Brasile, tre Supercoppe brasiliane e quattro edizioni del campionato sudamericano per club; impreziosisce inoltre le sue prestazioni con numerosi riconoscimenti individuali.
Nel campionato 2018-19 passa al Minas, con cui conquista la Coppa del Brasile, il campionato sudamericano per club e lo scudetto, prima di trasferirsi nel campionato seguente per la prima volta all'estero, ingaggiata dal VakıfBank in Sultanlar Ligi: con la formazione turca si aggiudica due scudetti, tre Coppe di Turchia, due supercoppe nazionali, un campionato mondiale per club e due edizioni della Champions League.
Dopo cinque annate in Turchia, nella stagione 2024-25 approda nella Serie A1 italiana ingaggiata dall'Imoco, vincendo la Supercoppa italiana, il campionato mondiale per club, la Coppa Italia, lo scudetto, dove è premiata come miglior giocatrice e la Champions League.

### Nazionale
Entra a far parte delle selezioni giovanili brasiliane, partecipando con la nazionale under 18 al campionato sudamericano 2010, dove conquista la medaglia d'oro e viene premiata come MVP e miglior attaccante, e al campionato mondiale 2011, dove viene premiata come miglior realizzatrice; con l'under 20 vince il titolo continentale nel 2012 e il bronzo alla rassegna iridata l'anno dopo, venendo premiata come miglior schiacciatrice, mentre con l'under 23 si aggiudica la medaglia d'argento alla Coppa panamericana 2012, dove viene eletta miglior attaccante.
Nel 2012 fa il suo debutto in nazionale maggiore alla Coppa panamericana, dove si aggiudica l'argento. Nel corso del quadriennio olimpico conquista tre medaglie d'oro (2013, 2014 e 2016) e una di bronzo (2015) al World Grand Prix di pallavolo, mentre in ambito continentale vince due ori al campionato sudamericano 2013 e 2015, premiata in quest'ultimo caso come miglior giocatrice e miglior schiacciatrice; si aggiudica inoltre la medaglia di bronzo al campionato mondiale 2014 e partecipa ai Giochi della XXXI Olimpiade.
Apre il seguente ciclo olimpico con la vittoria della medaglia d'argento alla Grand Champions Cup 2017, a cui seguono altri due argenti alla Volleyball Nations League 2019 e 2021, venendo premiata come miglior schiacciatrice di entrambi gli eventi, e un argento ancora ai Giochi della XXXII Olimpiade di Tokyo, dopo i quali si aggiudica l'oro al campionato sudamericano 2021, venendo insignita del premio di MVP del torneo.
Nel 2022 conquista il terzo argento consecutivo in Volleyball Nations League, venendo premiata come miglior schiacciatrice e al campionato mondiale, dove è premiata anche come miglior schiacciatrice. Nel 2023 vince la medaglia d'oro al campionato continentale, dove riceve i premi individuali di miglior schiacciatrice e MVP, e quella d'argento alla Coppa del Mondo, nel 2024 quella di bronzo ai Giochi della XXXIII Olimpiade, ottenendo il riconoscimento come miglior schiacciatrice, mentre nel 2025 quella d'argento alla Volleyball Nations League, anche in questo caso premiata come miglior schiacciatrice.

## Palmarès

### Club
- Campionato brasiliano: 6

2012-13, 2013-14, 2014-15, 2015-16, 2016-17, 2018-19
- Campionato turco: 2

2020-21, 2021-22
- Campionato italiano: 1

2024-25
- Coppa del Brasile: 4

2007, 2016, 2017, 2019
- Coppa di Turchia: 3

2020-21, 2021-22, 2022-23
- Coppa Italia: 1

2024-25
- Supercoppa brasiliana: 3

2015, 2016, 2017
- Supercoppa turca: 2

2021, 2023
- Supercoppa italiana: 1

2024
- Campionato Mineiro: 1

2010
- Campionato Carioca: 5

2012, 2013, 2014, 2015, 2017
- Campionato mondiale per club: 2

2021, 2024
- Campionato sudamericano per club: 5

2013, 2015, 2016, 2017, 2019
- CEV Champions League: 3

2021-22, 2022-23, 2024-25

### Nazionale (competizioni minori)
- Campionato sudamericano under 18 2010
- Coppa panamericana 2012
- Coppa panamericana under 23 2012
- Campionato sudamericano under 20 2012
- Campionato mondiale under 20 2013
- Campionato sudamericano under 22 2014

### Premi individuali
- 2010 - Campionato sudamericano under 18: Miglior attaccante
- 2010 - Campionato sudamericano under 18: MVP
- 2011 - Campionato mondiale under 18: Miglior realizzatrice
- 2012 - Coppa panamericana under 23: Miglior attaccante
- 2013 - Campionato sudamericano per club: Miglior attaccante
- 2013 - Campionato mondiale under 20: Miglior attaccante
- 2014 - Campionato sudamericano under 22: Miglior attaccante
- 2015 - Campionato sudamericano per club: Miglior schiacciatrice
- 2015 - Superliga Série A: Miglior attaccante
- 2015 - Superliga Série A: Miglior realizzatrice
- 2015 - Campionato sudamericano: Miglior schiacciatrice
- 2015 - Campionato sudamericano: MVP
- 2016 - Campionato sudamericano per club: Miglior schiacciatrice
- 2017 - Campionato sudamericano per club: MVP
- 2017 - Campionato mondiale per club: Miglior schiacciatrice
- 2018 - Montreux Volley Masters: MVP del Brasile
- 2018 - Campionato mondiale per club FIVB: Miglior schiacciatrice
- 2019 - Campionato sudamericano per club: Miglior schiacciatrice
- 2019 - Superliga Série A: Miglior schiacciatrice
- 2019 - Volleyball Nations League: Miglior schiacciatrice
- 2021 - Volleyball Nations League: Miglior schiacciatrice
- 2021 - Campionato sudamericano: MVP
- 2021 - Campionato mondiale per club: Miglior schiacciatrice
- 2022 - Sultanlar Ligi: Miglior schiacciatrice
- 2022 - CEV Champions League: MVP
- 2022 - Volleyball Nations League: Miglior schiacciatrice
- 2022 - Campionato mondiale: Miglior schiacciatrice
- 2022 - Campionato mondiale per club: Miglior schiacciatrice
- 2023 - Campionato sudamericano: Miglior schiacciatrice
- 2023 - Campionato sudamericano: MVP
- 2023 - Campionato mondiale per club: Miglior schiacciatrice
- 2024 - Giochi della XXXIII Olimpiade: Miglior schiacciatrice
- 2025 - Serie A1: MVP
- 2025 - Champions League: Miglior schiacciatrice[24]